# Bahamas nos Jogos Olímpicos de Verão de 1960
As Bahamas competiram nos Jogos Olímpicos de Verão de 1960 em Roma, Itália.

## Resultados por Evento

### Atletismo
100 metros masculino
- Tom Robinson